# Jana Černochová
Jana Černochová (Praga, 26 ottobre 1973) è una politica ceca, ministro della Difesa ceco nel Governo di Petr Fiala da dicembre 2021. È membro del parlamento ceco dal 2010, in rappresentanza del Partito Civico Democratico (ODS).

## Biografia
Černochová si è diplomata al liceo nel 1992 e ha iniziato a lavorare in una banca. Nel 1996 ha completato un corso di economia bancaria e monetaria presso la Facoltà di Finanza e Contabilità dell'Università di Economia di Praga. Nel 2009 ha conseguito la laurea triennale presso l'Università di Diritto Applicato di Praga. Nel 2011 ha conseguito il Master in Relazioni Internazionali presso l'Università Metropolitana di Praga. È divorziata, senza figli.

## Carriera politica

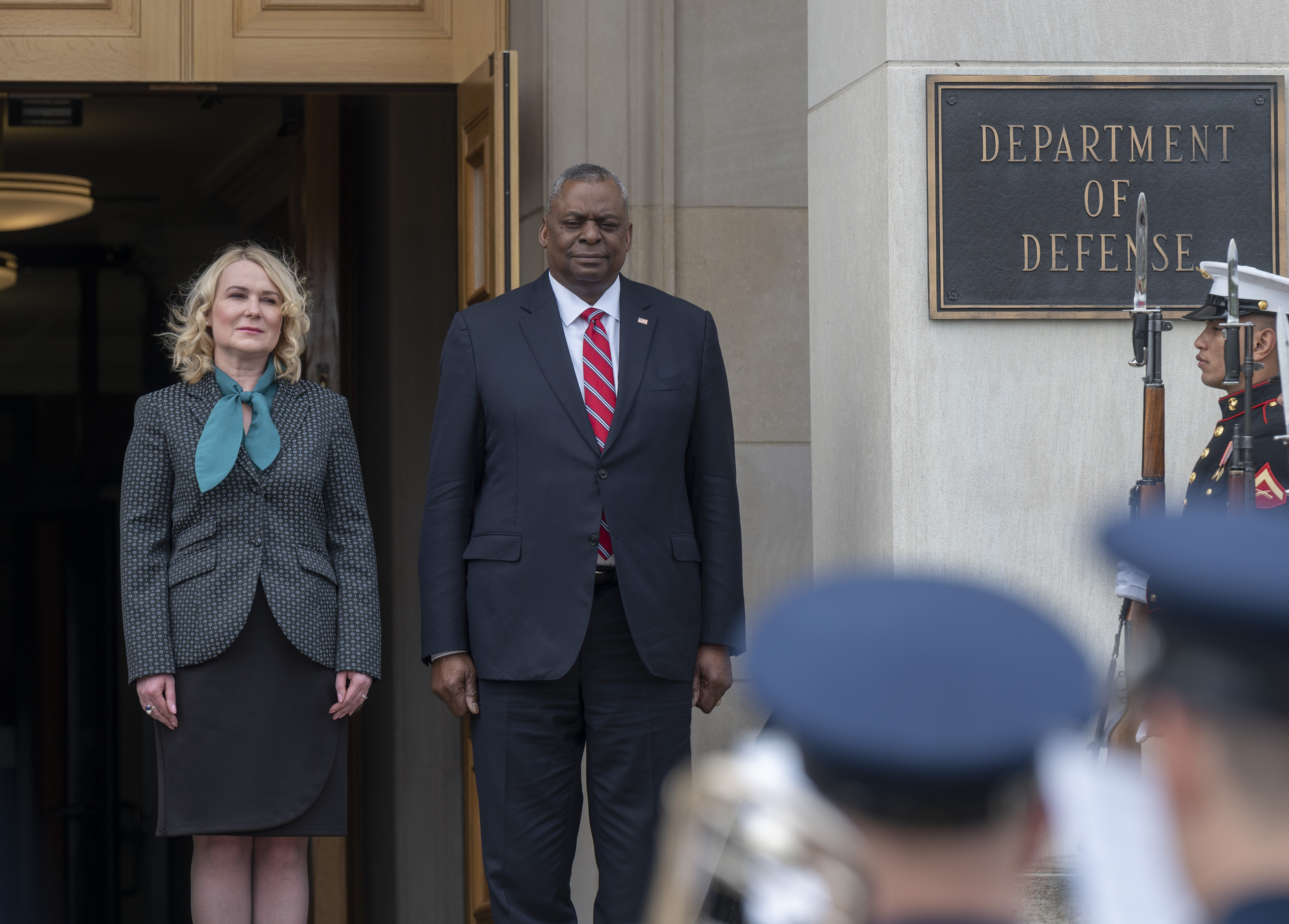
Černochová con il Segretario alla Difesa statunitense Lloyd Austin nell'aprile 2022

Dopo essere entrata a far parte dell'ODS nel 1997, Černochová è diventata attiva nella politica municipale, venendo eletta sindaco di Praga 2 nel 2006. È diventata membro del parlamento nel 2010. Dopo le elezioni del 2017 è diventata presidente della commissione di difesa della Camera dei Deputati.
Nel dicembre 2021 è stata nominata Ministro della Difesa nel Governo di Petr Fiala. Pochi giorni dopo Černochová si è dimessa da sindaco di Praga 2 ed è stata sostituita da Alexandra Udženija.

### Ministro della Difesa
In qualità di ministro della Difesa, vuole aumentare il budget militare dagli attuali 85 miliardi (nel 2021) a 140 miliardi di corone (entro il 2025) in modo che la Repubblica Ceca adempia al suo impegno nei confronti della NATO.

## Posizioni politiche
Dopo gli attentati terroristici di Parigi del novembre 2015, ha chiesto una revisione della politica migratoria dell'Unione europea e ha messo in guardia dalla minaccia dell'Islam radicale. Secondo Černochová, "dovrebbero essere stabilite regole che non permettano alla libertà di parola, religione, cultura e civiltà giudaico-cristiana di passare in secondo piano, a favore di altri aspetti dell'Islam (Sharia, Jihad)".
Ha rifiutato il ritiro dei soldati cechi dalla guerra in Afghanistan. Dopo l'omicidio del giornalista saudita Jamal Khashoggi presso il consolato saudita a Istanbul, ha chiesto l'introduzione di un embargo sulle armi nei confronti dell'Arabia Saudita, a cui la Repubblica Ceca ha esportato materiale militare per un valore di 70,1 milioni di euro nel solo 2014.
Nell'ottobre 2019, ha criticato l'invasione turca della Siria, che è stata diretta contro i curdi nel territorio del Rojava, nel nord della Siria, ed ha espresso preoccupazione per il fatto che, se la NATO, di cui la Turchia è membro, "si dimentica di far rispettare i propri principi, la sua influenza si indebolirà". Nel marzo 2020, nell'aula della Camera dei Deputati, ha condannato il regime del presidente turco Erdoğan e ha dichiarato che "la Turchia accompagna apertamente i migranti al confine con la Grecia e quindi destabilizza e minaccia l'intera Unione europea".
Sostiene Israele e le sue politiche, specialmente durante gli scontri israelo-palestinesi nel maggio 2021.
Černochová è una sostenitrice dei diritti sulle armi. È detentrice di porto d'armi e possiede una Glock 26 Olive Gen4. Vanta anche di una pistola CZ 75B Operace Anthropoid in edizione speciale e un fucile PAR MK3, una variante del AR 15 di fabbricazione ceca.